# Abbundzeichen

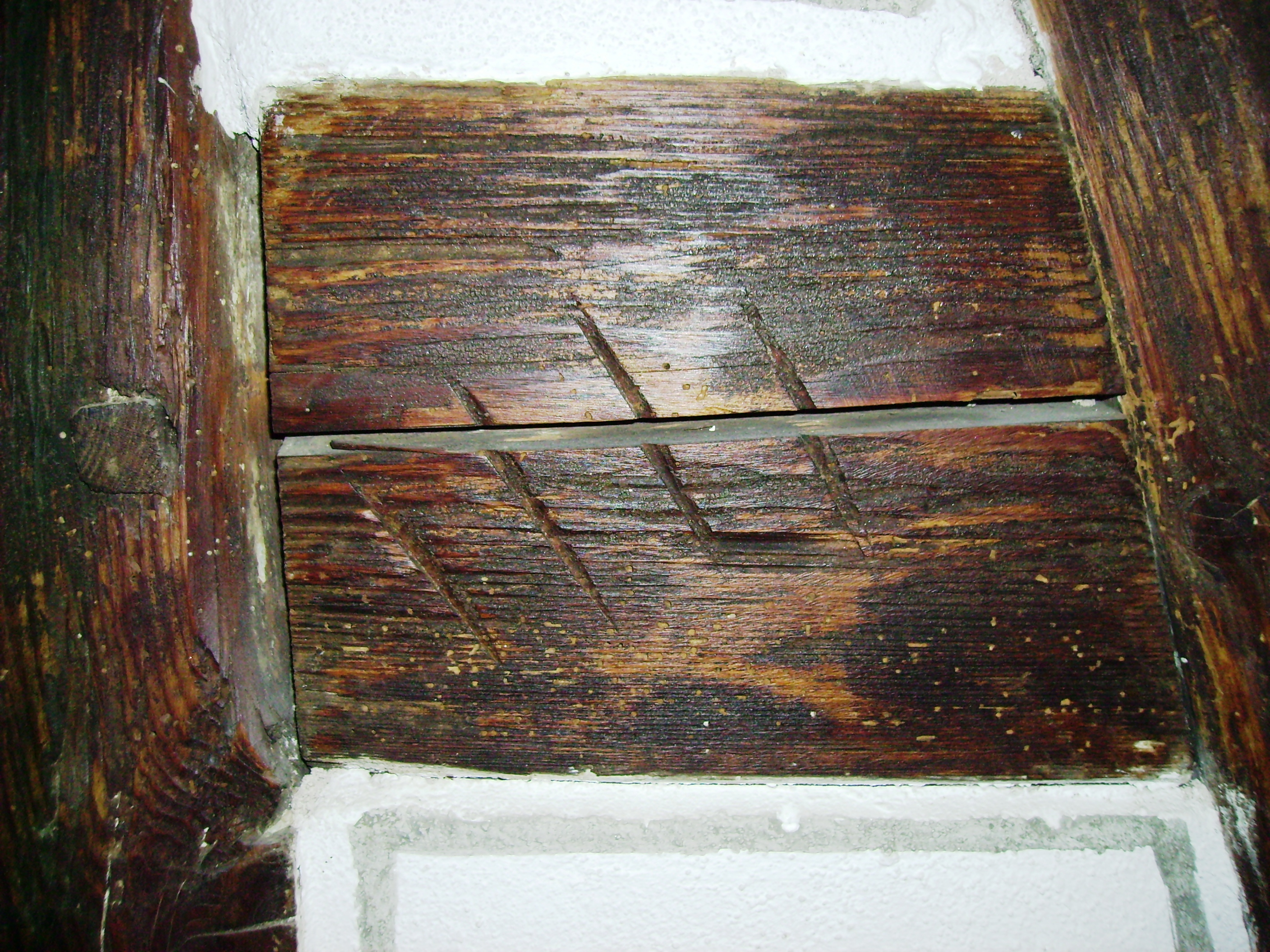
Abbundzeichen in einem Haus von 1554 mit \\\\ Es bezeichnet den vierten Riegel von links in dieser Fachwerkwand

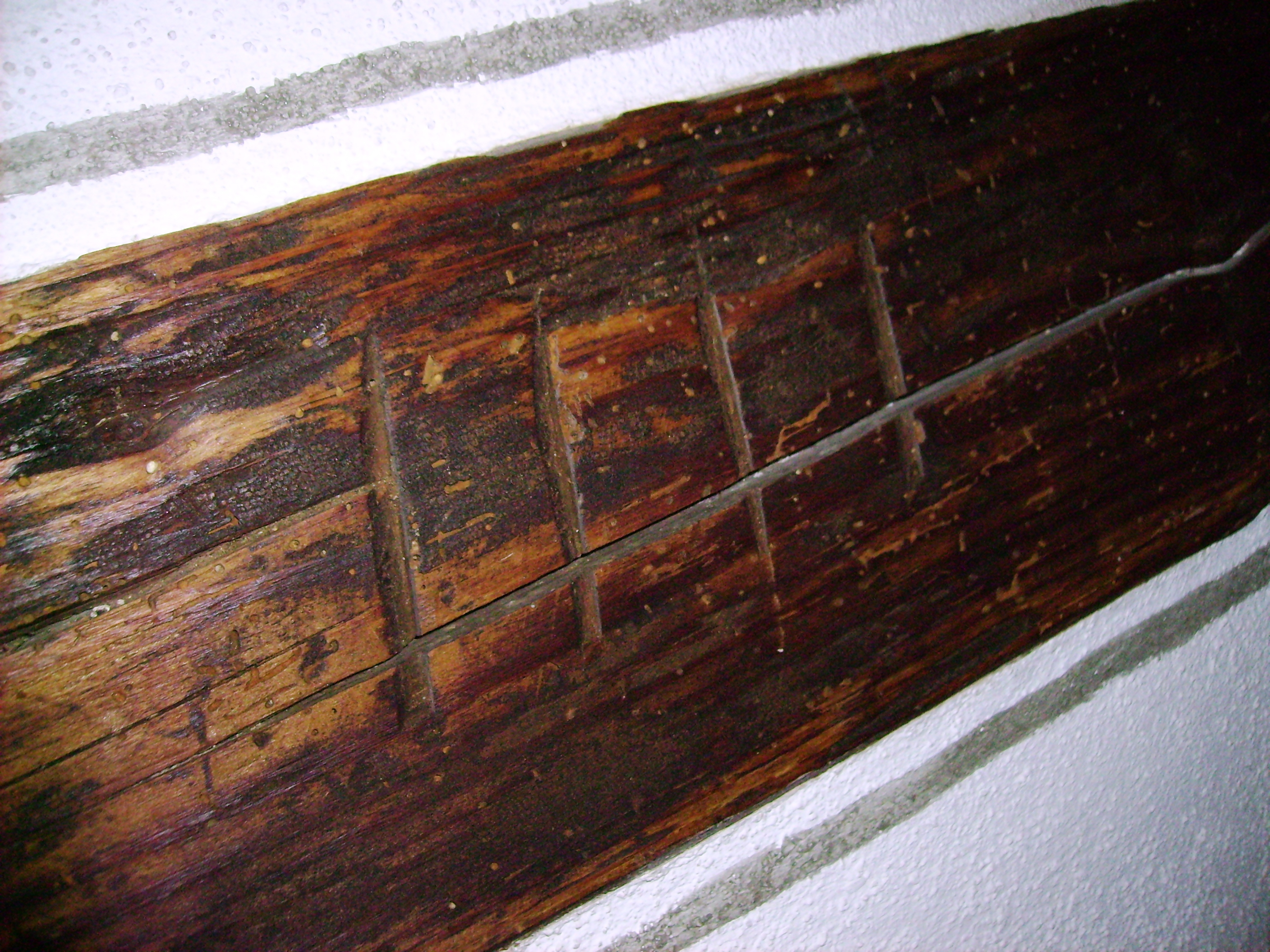
Gleiches Abbundzeichen am „benachbarten“ Balken, ebenfalls \\\\

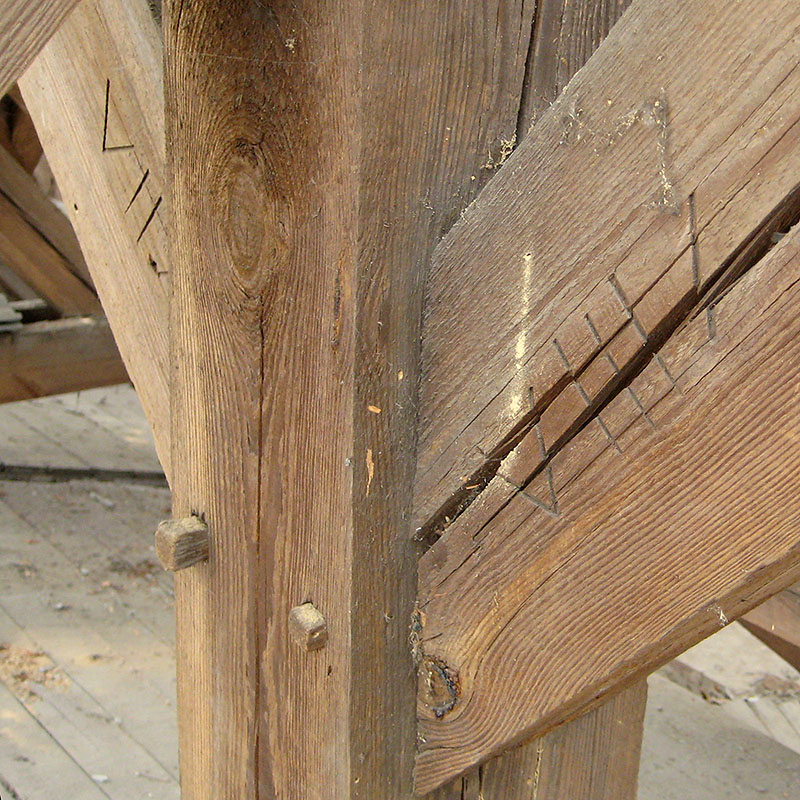
Abbundzeichen in einer Dachkonstruktion (Bauzeit ca. 1900) Die Kopfbänder mit Pfosten sind von links nach rechts auf der Bundseite durchnummeriert. Eine einseitige Bündigkeit der Hölzer ist hier nicht erforderlich.

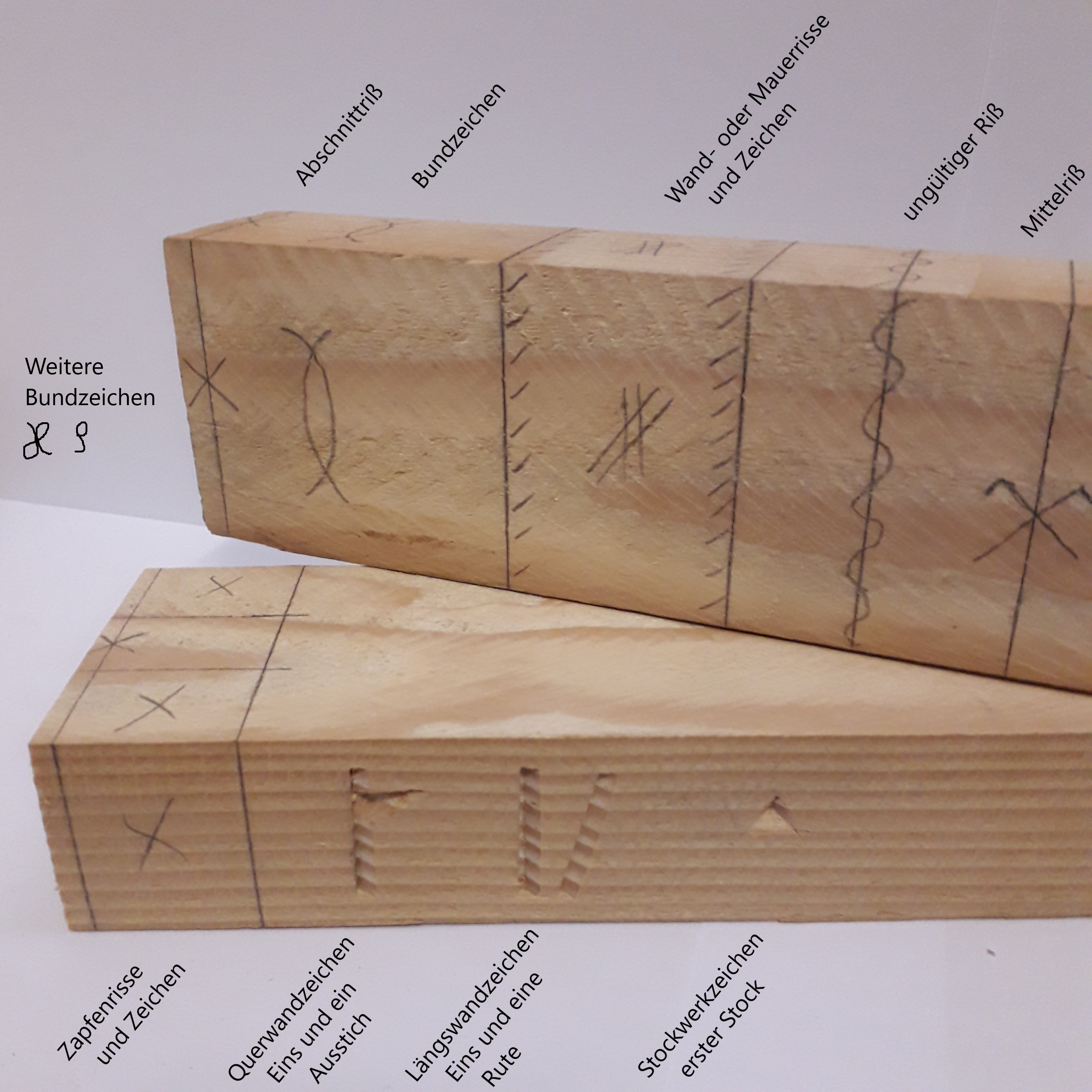
Einige verschiedene Arten an Abbundzeichen

Abbundzeichen sind Buchstaben, Ziffern, Symbole und Muster der Zimmerleute, die zum schnellen und sicheren Zuordnen und Zusammensetzen der Bauteile im Verbund (oder Verband) für Fachwerk, Dachstuhl und Dachwerk sowie andere technische Fachwerke dienen.

## Abbund
Als Abbund wird der Vorgang bezeichnet, bei dem das Gefüge der hölzernen Fachwerkkonstruktion hergestellt und mit den angemessenen Holzverbindungen zusammengefügt wird. Beim traditionellen Abbund werden die Bauteile von den Zimmerleuten auf dem Reißboden am Abbundplatz bearbeitet, zurechtgesägt, und probeweise zusammengesetzt. Dabei werden die jeweils zusammengehörenden Bauteile mit einem Abbundzeichen versehen, sodass beim endgültigen Aufbau ein korrektes und zügiges Zusammensetzen möglich ist. Die Symbole befinden sich auf der Bundseite, auf der die unterschiedlich dicken Bauteile in der Regel auf einer Flucht liegen und zueinander bündig sind.

## Abbundzeichen (im weiteren Sinne)
Die Zeichen lassen sich in einem Abbundzeichenkataster dokumentieren. Anhand dieses Systems kann man auch ein demontiertes Dach oder Fachwerkhaus an anderer Stelle wieder zusammenbauen. In der Bauforschung wird damit kontrolliert, ob das Fach- oder Dachwerk schon in historischer Zeit verändert wurde.
Die Abbundzeichen werden entweder mit der Stoßaxt oder dem Stemmeisen eingeschlagen. Auch ist die Kennzeichnung mit dem Reißhaken möglich. Für die kurzfristige Kennzeichnung ist die Markierung mit Bleistift oder Farbstift möglich.
Je nach Baukonstruktion sind verschiedene Methoden üblich und folgen auch lokal und nach Werkstatt unterschiedlichen Sitten.
Bei Dachstühlen, Rahmenkonstruktionen und ähnlichen Konstruktionen erhalten alle Hölzer jeweils bei jeder Holzverbindung ein Zeichen, etwa wird jeder Stuhlrahmen oder jede Wand mit einem Zeichen markiert – die Anordnung der Hölzer zueinander innerhalb eines Konstruktionseinheit ergibt sich aus der Form.
Im Fachwerk, Rippenbau und Blockbau wird von der Hauptfront aus gesehen, links begonnen und nach rechts weiter bezeichnet, außer bei der ersten Querwand und der letzten Längswand, welche von rechts nach links bezeichnet werden. Die zugehörige Markierung ist von der Lage abhängig: Längswände, Querwände und die Etagen haben ihre Zeichen. Längswände bekommen Ruten, einen schrägen Strich. Querwände erhalten Stiche am Ziffernzeichen. Das erste Stockwerk erhält ein Dreieck, auch als Hoch benannt. Im zweiten Stockwerk sind es zwei Dreiecke und sinngemäß für jede weitere Etage ein zusätzliches Zeichen. Pfosten und Streben, aber auch Kopfbänder erhalten ihre entsprechenden Zeichen unten. Schwellen, Pfetten, Zangen und Rähme links.

## Bundzeichen (im engeren Sinne)
Die Aufzählung der Hölzer erfolgt durch die Notierung mit römischen Zahlen. Eine Besonderheit ist, dass die Zahl 4 oft nicht als „IV“, sondern als „IIII“ markiert wird, um Verwechslungen zu vermeiden. Ebenso wird die Zahl 9 als „VIIII“ dargestellt. Sind mehrere Hölzer gleich (z. B. Dachsparren), dann bekommen sie statt einer Nummerierung ein Bundzeichen. Das Bundzeichen wird in der Regel auf der Oberseite, am Holz unten, auf der linken Seite und auf der sichtbaren Seite, wo die Hölzer bündig sind, aufgezeichnet. Neben diesen Zeichen sind noch das Wandzeichen, Abschnittszeichen und die Kennzeichnung für einen ungültigen Riss im Gebrauch.